# Chetogaster argentifera
Chetogaster argentifera là một loài ruồi trong họ Tachinidae.